# 石峴洞北山戰鬥
石峴洞北山戰鬥，美军称之为“猪排山战斗”（英語：Battle of Pork Chop Hill）是中国人民志愿军第23军于1953年3月、4月、7月对联合国军驻守的前线的300高地，坐标38°14′29″N 127°1′10″E，发动8次拔点作战。

## 第一次石峴洞北山戰鬥
1953年3月6日夜，志愿军第23军第67师第201团第5连进攻石峴洞北山，战斗发起后10分钟攻克制高点。歼灭美军步兵第7师的一个排又一个班守军，毙美军53人，俘虏美军2人，韓國國軍1人。志愿军第5连当夜撤出该高地。

## 第二次石峴洞北山戰鬥
1953年3月23日夜，还是上次的志愿军第23军第67师第201团第5连进攻石峴洞北山。激战一个多小时，志愿军第5连歼灭美军第7步兵师第31步兵团B连、C连3个排又2个班守军，共100余人，俘虏美军2人，韓國國軍5人。第5连当夜撤出该高地。

## 第三次石峴洞北山戰鬥
1953年4月16日夜，还是上两次担任同样任务的志愿军第23军第67师第201团第5连第三次进攻石峴洞北山。在同营第4连配合下，第5连在进攻发起9分钟后攻占制高点，随后转入清剿守敌，歼灭美军第7步兵师第31步兵团E连。在随后两天，志愿军第201团轮流派出连队防守石峴洞北山，抵御美军第7步兵师第31步兵团K连、L连、G连反扑。18日凌晨，因美军第7步兵师第17步兵团增援第31步兵团，志愿军撤出石峴洞北山。

## 第四次石峴洞北山战斗
1953年7月6日夜，志愿军第23军第67师参与志愿军的7月夏季总反击作战，使用第200团的4个连，第199团的6个连，第201团的3个连，共13个步兵连在第67师防线转入全线拔点出击进攻作战。其中，第200团第6连进攻美军第7步兵师第17步兵团A连据守的石峴洞北山，第200团的其余3个步兵连准备夺取石峴洞北山后轮番坚守，打敌反扑。19时30分，志愿军第200团参与进攻的步兵连队在96门火炮、16辆坦克的支援下，向石岘洞北主峰、次峰发起进攻。石峴洞北山经战斗，终于被志愿军第23军坚守控制，直至朝鲜战争停战。　　
第四次石峴洞北山战斗中，第67师第200团第九连第二班战士许家朋，在接近美军暗堡准备实施爆破攻坚时，携带的炸药包受当夜降雨受潮失效。在第九连突击排发起冲击后，许家朋用胸膛顶住美军暗堡射孔，阻止了机枪发射战死，掩护突击排炸毁暗堡，成为又一位黄继光式烈士。1953年10月27日被追授“朝鲜民主主义人民共和国英雄”称号、一级国旗勋章。1954年2月15日，中国人民志愿军领导机关给许家朋追记特等功，追授“一级英雄”称号。
第四次石峴洞北山战斗的坚守阶段的7月8日，第67师第200团第4连第4班战士贾云明，与第4班连续打退美军第7步兵师第17步兵团第2营从1个班到1个连的30余次反攻，最后第4班弹药耗尽，贾云明冲入正在冲击的美军中引爆最后一根爆破筒，贾云明战死。贾云明被中国人民志愿军追授特等功，授予二级英雄称号。

## 相关的文艺作品
- 1959年，刘易斯·迈尔斯通导演，格里高利·派克主演了战争电影《猪排山（英语：Pork Chop Hill）》，反映的是1953年4月16日第三次石峴洞北山戰鬥。

## 引用
1. 1 2  McWilliams, p.435
2. ↑  抗美援朝战争卫生工作总结 卫生勤务